# 三重野文晴
三重野 文晴（みえの ふみはる、1969年 - ）は、日本の経済学者。専門は開発経済学。京都大学東南アジア地域研究研究所所長・教授。

## 経歴
1992年一橋大学社会学部を卒業。1999年一橋大学大学院経済学研究科を修了し、博士（経済学）。寺西重郎教授のゼミに参加。
1995年より一橋大学経済研究所助手、1997年タマサート大学経済学部客員研究員、1999年法政大学経済学部専任助手、2000年同助教授。2003年より神戸大学大学院国際協力研究科助教授、2004年より一橋大学大学院経済学研究科非常勤講師。2006年コロンビア大学客員研究員。2007年に神戸大学大学院国際協力研究科准教授、大阪大学大学院国際公共政策研究科客員准教授。2009年より神戸大学大学院国際協力研究科教授。
2012年京都大学東南アジア研究所准教授（政治経済相関研究部門）兼京都大学大学院アジア・アフリカ地域研究研究科准教授（東南アジア地域研究専攻総合地域論講座）兼神戸大学大学院国際協力研究科教授。2015年京都大学東南アジア研究所教授。2017年京都大学東南アジア地域研究研究所教授。2022年より速水洋子の後を受け同研究所所長を務めている。
アジア政経学会理事、国際開発学会常任理事、日本学術会議連携会員等も務める。

## 受賞・栄典
- 2000年：アジア経済合同学会優秀論文賞受賞。
- 2016年：大平正芳記念賞受賞[5][6]。

## 著書
- 『アジアの経済発展と金融システム』（東洋経済新報社, 2007年）
- Economic Transition in Myanmar After 1988 (NUS Press & CSEAS of Kyoto University, 2009)
- 『新版 開発金融論』（日本評論社, 2010年6月）
- 『ミャンマー経済の新しい光』（勁草書房, 2012年）
- 『金融システム改革と東南アジア』（勁草書房, 2015年）
- 『現代東アジア経済論』（ミネルヴァ書房, 2017)